# Ладиженський Беніамін Хаїмович
Беніамін Хаїмович Лади́женський (нар. 31 жовтня 1910, Одеса — пом. 1 травня 1986, Київ) — український радянський живописець; член Спілки радянських художників України з 1950-х років.

## Біографія
Народився 31 жовтня 1910 року в місті Одесі (нині Україна). Брав участь у німецько-радянській війні. Нагороджений медаллю «За перемогу над Німеччиною».
1947 року закінчив Київський художній інститут, де навчався зокрема у Сергія Єржиковського, Петра Котова, Карпа Трохименка.
Жив у Києві, в будинку на вулиці Дашавській, № 27, квартира № 20. Помер у Києві 1 травня 1986 року.

## Творчість
Працював у галузі станкового живопису. Створював переважно тематичні картини у стилі соціалістичного реалізму. Серед робіт:
- «Зміна» (1947);
- «Тарас Шевченко у колі російських революціонерів-демократів» (1949, полотно, олія);
- «Шпаргалка» (1954);
- «У шефів» (1957);
- «Демобілізований» (1960);
- «Перед далекою дорогою» (1968);
- «Ленінське слово» (1970).

Брав участь у республіканських виставках з 1947 року, всесоюзних — з 1957 року.